# 祝德光 (1972年)
祝德光（1972年—），贵州赫章人，苗族，中华人民共和国政治人物、第十一届全国人民代表大会贵州地区代表。
毕业于贵州省委党校在职研究生班经济学专业。担任贵州省威宁彝族回族苗族自治县副县长。2008年起担任全国人大代表。